# Cloud storage

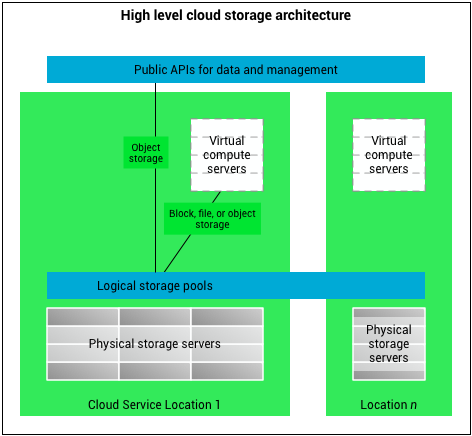
Schema di un cloud storage

Il cloud storage, in italiano archiviazione sul cloud o archiviazione remota, è un modello di conservazione dati su computer in rete dove i dati stessi sono memorizzati su molteplici server virtuali generalmente ospitati presso strutture di terze parti o su server dedicati.

## Storia
Nel 1983 CompuServe inizia ad offrire ai suoi consumatori 128k di spazio su disco che poteva essere usato per archiviare file tramite upload. 
Nel 1994, AT&T lancia PersonaLink Services, una piattaforma online per la comunicazione aziendale e l'imprenditorialità. L'archiviazione venne presto messa online e pubblicizzata come "Puoi pensare alla nostra piazza elettronica come ad una nuvola". Amazon Cloud Services viene lanciato nel 2006 e da quel punto in poi, il cloud viene riconosciuto come servizio e adottato come strumento di massa per archiviare i file.

## Funzionamento
Le imprese che si occupano di hosting gestiscono solitamente data center di notevoli dimensioni, i clienti che necessitano di spazio per conservare i propri dati comprano o affittano capacità di storage e la usano per i propri bisogni. Gli operatori dei data center, in background, virtualizzano le risorse in accordo con le richieste dei clienti e le pubblicano come server virtuali che i clienti possono gestire in autonomia.
Fisicamente le risorse possono essere distribuite su più server in maniera del tutto trasparente per l'utilizzatore finale.

## Vantaggi
- I consumatori e le aziende pagano soltanto per l'uso che ne fanno, tipicamente un uso mensile. Questo non significa che il cloud storage sia meno caro di un hard disk o pennetta USB, significa solo che concorre a spese operative invece che a spese capitali. In pratica, il cloud storage è un puro servizio mentre utilizzare mezzi propri per l'archiviazione necessita di spese in beni materiali.
- Il cloud storage permette di incrementare la sicurezza dei file e l'affidabilità in un solo servizio che archivia, criptandoli, tutti i file di un PC[2].

## Elenco dei servizi dicloud storage
| Provider                 | Win | Linux | Mac | Android                                                                      | iOS | archiviazione crittografata | Gestione Sicura Key | Piano limitato | Piano illimitato | P2P | Sync | ripristino supporti fisici | posizione del server | storage online gratis (non di prova) | Massimo per file formato | supporto del disco rigido esterno | scelta ibrida | Green Hosting |
| ------------------------ | --- | --- | --- | ---------------------------------------------------------------------------- | --- | --------------------------- | ------------------- | -------------- | ---------------- | --- | ---- | -------------------------- | -------------------- | ------------------------------------ | ------------------------ | --------------------------------- | ------------- | ------------- |
| Acronis                  | Sì  | Sì | Sì  | Sì                                                                           |     |                             |                     |                |                  |     |      |                            |                      |                                      |                          |                                   |               |               |
| Backblaze                | Sì  | No | Sì  | Sì                                                                           |     |                             |                     |                |                  |     |      |                            |                      |                                      |                          |                                   |               |               |
| Barracuda Backup Service | Sì  | Sì | Sì  | Sì                                                                           |     |                             |                     |                |                  |     |      |                            |                      |                                      |                          |                                   |               |               |
| Bcloud                   | Sì  | No | Sì  | Sì                                                                           |     |                             |                     |                |                  |     |      |                            |                      |                                      |                          |                                   |               |               |
| Baidu Cloud              | Sì  | No | Sì  | Sì                                                                           |     |                             |                     |                |                  |     |      |                            |                      |                                      |                          |                                   |               |               |
| Box                      | Sì  | Parziale (senza sincronizzazione offline, l'accesso attraverso il server DAV)                                                                                           | Sì  | Sì                                                                           |     |                             |                     |                |                  |     |      |                            |                      |                                      |                          |                                   |               |               |
| Carbonite                | Sì  | No | Sì  | Sì                                                                           |     |                             |                     |                |                  |     |      |                            |                      |                                      |                          |                                   |               |               |
| CloudBerry Lab           | Sì  | Sì | Sì  | No                                                                           |     |                             |                     |                |                  |     |      |                            |                      |                                      |                          |                                   |               |               |
| CloudMe                  | Sì  | Sì | Sì  | Sì                                                                           |     |                             |                     |                |                  |     |      |                            |                      |                                      |                          |                                   |               |               |
| Comodo Backup            | Sì  | No | No  | Sì                                                                           |     |                             |                     |                |                  |     |      |                            |                      |                                      |                          |                                   |               |               |
| CrashPlan                | Sì  | Sì | Sì  | Sì                                                                           |     |                             |                     |                |                  |     |      |                            |                      |                                      |                          |                                   |               |               |
| Datto                    | Sì  | Sì | Sì  | Sì                                                                           |     |                             |                     |                |                  |     |      |                            |                      |                                      |                          |                                   |               |               |
| Diino                    | Sì  | Sì | Sì  | Sì                                                                           |     |                             |                     |                |                  |     |      |                            |                      |                                      |                          |                                   |               |               |
| Dropbox                  | Sì  | Sì | Sì  | Sì                                                                           |     |                             |                     |                |                  |     |      |                            |                      |                                      |                          |                                   |               |               |
| Dropmysite               | Sì  | Sì | Sì  | Sì                                                                           |     |                             |                     |                |                  |     |      |                            |                      |                                      |                          |                                   |               |               |
| Egnyte                   | Sì  | Sì | Sì  | Sì                                                                           |     |                             |                     |                |                  |     |      |                            |                      |                                      |                          |                                   |               |               |
| ElephantDrive            | Sì  | Sì | Sì  | Sì                                                                           |     |                             |                     |                |                  |     |      |                            |                      |                                      |                          |                                   |               |               |
| EVault                   | Sì  | Sì | Sì  | Sì                                                                           |     |                             |                     |                |                  |     |      |                            |                      |                                      |                          |                                   |               |               |
| FilesAnywhere            | Sì  | Parziale | Sì  | Sì                                                                           |     |                             |                     |                |                  |     |      |                            |                      |                                      |                          |                                   |               |               |
| Google Drive             | Sì  | No, ma ci sono clienti terzi nella lista dei software di backup come Duplicati, ecc La Grive client non è nella lista. Il supporto ufficiale è prevista da Aprile 2012. | Sì  | Sì                                                                           |     |                             |                     |                |                  |     |      |                            |                      |                                      |                          |                                   |               |               |
| Handy Backup             | Sì  | Sì | No  | Sì                                                                           |     |                             |                     |                |                  |     |      |                            |                      |                                      |                          |                                   |               |               |
| humyo                    | Sì  | Parziale | Sì  | Sì                                                                           |     |                             |                     |                |                  |     |      |                            |                      |                                      |                          |                                   |               |               |
| IASO Backup              | Sì  | Sì | Sì  | Sì                                                                           |     |                             |                     |                |                  |     |      |                            |                      |                                      |                          |                                   |               |               |
| iCloud                   | Sì  | Sì | Sì  | Sì                                                                           |     |                             |                     |                |                  |     |      |                            |                      |                                      |                          |                                   |               |               |
| Infinit                  | Sì  | Sì | Sì  | Sì                                                                           |     |                             |                     |                |                  |     |      |                            |                      |                                      |                          |                                   |               |               |
| Infrascale               | Sì  | Sì | Sì  | Sì                                                                           |     |                             |                     |                |                  |     |      |                            |                      |                                      |                          |                                   |               |               |
| Iperius Online Storage   | Sì  | No | No  | Sì                                                                           |     |                             |                     |                |                  |     |      |                            |                      |                                      |                          |                                   |               |               |
| Intronis                 | Sì  | No | Sì  | Sì                                                                           |     |                             |                     |                |                  |     |      |                            |                      |                                      |                          |                                   |               |               |
| Jumpshare                | Sì  | No | Sì  | No                                                                           |     |                             |                     |                |                  |     |      |                            |                      |                                      |                          |                                   |               |               |
| Jungle Disk              | Sì  | Sì | Sì  | Sì                                                                           |     |                             |                     |                |                  |     |      |                            |                      |                                      |                          |                                   |               |               |
| KeepVault                | Sì  | No | No  | Sì                                                                           |     |                             |                     |                |                  |     |      |                            |                      |                                      |                          |                                   |               |               |
| KineticD                 | Sì  | No | Sì  | Sì                                                                           |     |                             |                     |                |                  |     |      |                            |                      |                                      |                          |                                   |               |               |
| Livedrive                | Sì  | No | Sì  | Sì                                                                           |     |                             |                     |                |                  |     |      |                            |                      |                                      |                          |                                   |               |               |
| MediaFire                | Sì  | No | Sì  | Sì                                                                           |     |                             |                     |                |                  |     |      |                            |                      |                                      |                          |                                   |               |               |
| MEGA                     | Sì  | Sì | Sì  | Sì                                                                           |     |                             |                     |                |                  |     |      |                            |                      |                                      |                          |                                   |               |               |
| Memopal                  | Sì  | Sì | Sì  | Sì                                                                           |     |                             |                     |                |                  |     |      |                            |                      |                                      |                          |                                   |               |               |
| MiMedia                  | Sì  | No | No  | Sì                                                                           |     |                             |                     |                |                  |     |      |                            |                      |                                      |                          |                                   |               |               |
| Mozy                     | Sì  | Sì | Sì  | Sì                                                                           |     |                             |                     |                |                  |     |      |                            |                      |                                      |                          |                                   |               |               |
| OneDrive                 | Sì  | No | Sì  | Sì                                                                           |     |                             |                     |                |                  |     |      |                            |                      |                                      |                          |                                   |               |               |
| SpiderOak                | Sì  | Sì | Sì  | No, il client Android è solo in grado di accedere ai dati cloud di SpiderOak |     |                             |                     |                |                  |     |      |                            |                      |                                      |                          |                                   |               |               |
| SugarSync                | Sì  | No | Sì  | Sì                                                                           |     |                             |                     |                |                  |     |      |                            |                      |                                      |                          |                                   |               |               |
| Syncplicity              | Sì  | No | Sì  | Sì                                                                           |     |                             |                     |                |                  |     |      |                            |                      |                                      |                          |                                   |               |               |
| Tarsnap                  | Sì  | Sì | Sì  | No                                                                           |     |                             |                     |                |                  |     |      |                            |                      |                                      |                          |                                   |               |               |
| TeamDrive                | Sì  | Sì | Sì  | Sì                                                                           |     |                             |                     |                |                  |     |      |                            |                      |                                      |                          |                                   |               |               |
| Tresorit                 | Sì  | Sì | Sì  | Sì                                                                           |     |                             |                     |                |                  |     |      |                            |                      |                                      |                          |                                   |               |               |
| Unitrends Vault2Cloud    | Sì  | Sì | Sì  | Sì                                                                           |     |                             |                     |                |                  |     |      |                            |                      |                                      |                          |                                   |               |               |
| UpdateStar Online Backup | Sì  | No | No  | Sì                                                                           |     |                             |                     |                |                  |     |      |                            |                      |                                      |                          |                                   |               |               |
| Yandex.Disk              | Sì  | Sì | Sì  | Sì                                                                           |     |                             |                     |                |                  |     |      |                            |                      |                                      |                          |                                   |               |               |
| Zetta.net                | Sì  | Sì | Sì  | Sì                                                                           |     |                             |                     |                |                  |     |      |                            |                      |                                      |                          |                                   |               |               |
| Zmanda Cloud Backup      | Sì  | No | No  | Sì                                                                           |     |                             |                     |                |                  |     |      |                            |                      |                                      |                          |                                   |               |               |
| Provider                 | Win | Linux | Mac | Android                                                                      | iOS | archiviazione crittografata | Gestione Sicura Key | Piano limitato | Piano illimitato | P2P | Sync | ripristino supporti fisici | posizione del server | storage online gratis (non di prova) | Massimo per file formato | supporto del disco rigido esterno | scelta ibrida | Green Hosting |